# Domancy
Domancy este o comună în departamentul Haute-Savoie din sud-estul Franței. În 2009 avea o populație de 1.806 de locuitori.

## Evoluția populației
| An        | 1975  | 1982  | 1990  | 1999  | 2006  | 2009  |
| --------- | ----- | ----- | ----- | ----- | ----- | ----- |
| Populație | 1.033 | 1.210 | 1.527 | 1.710 | 1.771 | 1.806 |